# Sangre latina
Sangre latina è il secondo album in studio del cantante portoricano Chayanne, pubblicato nel 1986.

## Tracce
1. Sangre latina – 3:05
2. Amo una estrella – 2:43
3. Vuelve – 4:11
4. ¿Quién será? – 3:29
5. Bruijería – 3:01
6. Única – 3:59
7. Una foto para dos – 3:02
8. Jana – 2:36
9. Voy – 2:51
10. Latin lover – 3:43